# Meoneura vagans
Meoneura vagans är en tvåvingeart som först beskrevs av Fallen 1823.  Meoneura vagans ingår i släktet Meoneura och familjen kadaverflugor. Arten är reproducerande i Sverige. Inga underarter finns listade i Catalogue of Life.